# Strangalia virilis
Strangalia virilis là một loài bọ cánh cứng trong họ Cerambycidae.